# Obá de Xangô
Obá de Xangô - Título honorífico do Candomblé criado no Ilê Axé Opô Afonjá por Mãe Aninha em 1936, esses títulos honoríficos de doze Obás de Xangô, reis ou ministros da região de Nigéria, concedidos aos amigos e protetores do Terreiro.
Corpo de Obás - Ministros de Xangô Aos Obás foi entregue o destino civil do Terreiro.
Doze Obás:
1) Da direita:
- Obá Aré
- Obá Cancanfô
- Obá Odofim
- Obá Arolu
- Obá Telá
- Obá Abiodun

2) Da esquerda:
- Obá Onicoi
- Obá Olubom
- Obá Onanxocum
- Obá Elerim
- Obá Arexá
- Obá Xorum

Mãe Senhora, sucessora de Mãe Aninha, instituiu os cargos de Otum e de Ossi dos Obás falecidos ou pouco frequentes. A estes novos titulares caberia atuar como os titulares de quem eram "a mão direita" ou a "mão esquerda". Cada Obá titular teria dois suplentes, o seu Otum (primeiro suplente, da direita) e o seu Ossi (segundo suplente, da esquerda), totalizando 36 Obás. Quando por exemplo se diz Otum Obá, a expressão significa precisamente o Obá que ocupa a posição de segunda pessoa do titular, o vice-titular por assim dizer. E Ossi Obá, a terceira pessoa do titular, o segundo vice-titular.
Os Obás-da-direita - Abiodum, Aré, Arolu, Telá, Odofim e Cancanfô - são os que possuem direito de "voz e voto" no grupo de que são o corpo executivo. Os Obás-da-esquerda possuem uma posição claramente inferior aos da direita no que diz respeito à estrutura do grupo e sua representação. Têm estes Obás direito apenas "à voz", isto é, possuem no grupo uma função especificamente consultiva. A maneira com que essa polaridade se evidencia dentro do terreiro, não está ainda suficientemente definida. Da Mãe-de-Santo é que se pode ouvir um que outro comentário de caráter estritamente ritual, sobre as atribuições dos Obás-da-direita com relação aos da esquerda ou ao terreiro. Um dos elementos distintivos da polaridade é o privilégio que têm os Obás-da-direita de saudar Xangô, o Santo da Casa, com o seu xeré.
No terreiro de S. Gonçalo, no barracão, os Obás sentam-se ao lado da ialorixá, de cada lado de sua cadeira. Mas podemos ver Obás-da-direita sentados à esquerda da Mãe do terreiro e Obá-da-esquerda à sua direita.

## Obás de Xangô
1. Antônio Albérico Santana (falecido) - Obá Cancanfô
2. Antonio Carlos de Santana - Obá Cancanfô
3. Adriano de Azevedo Santos Filho (Adrianinho) - Obá Abiodum (Adriano de Azevedo Santos Filho, mais conhecido como Adrianinho, é músico percussionista e artista plástico. Filho de Nivalda de Azevedo Santos, ajoiê, e Adriano de Azevedo Santos, ogã, ambos do Ilê Axé Opô Afonjá, Adrianinho é descendente de africanos das etnias Ijebu e Ebá na Nigéria. Foi confirmado Ministro do Rei (Obá de Xangô) aos 11 anos de idade, aos 25 anos foi intitulado Balé Oiá, no Ilê Asiuajú em Santana do Parnaíba, São Paulo e no mesmo ano foi iniciado no culto aos ancestrais, os Egunguns, no Ilê Babá Adebolá em  Areia Branca, Lauro de Freitas, Bahia. Adrianinho segue aquecendo a tradição de seus familiares e perpetuando o legado de seus ancestrais, em especial de Conibabê, africano Ebá, que acabara de chegar na Bahia, no começo do século XIX. Conibabê conheceu Maria, nome dado por seus “donos” por não saberem seu verdadeiro nome, devido ela não falar português. Escrava de uma família que não se tem registros, Conibabê comprou sua alforria e constituiu família com ela. Ela passou a ser chamada de Maria de Conibabê e dessa união nasceu dona Maria Theodora de Azevedo Santos que casou-se com Amâncio Soares de Azevedo, nascendo assim a família Azevedo ati Conibabê.)
4. Almir Eduardo Veloso de Santana - Otum Obá Xorum
5. Antonio Luís Calmon Teixeira da Silva - Obá Onansocum
6. Apio José da Conceição (Camafeu de Oxóssi) (falecido) - Obá Arexá
7. Antonio Olinto (falecido) - Obá Aré
8. Augusto Costa Conceição - Obá Olubom
9. Diego Oliveira - Otum Obá Olubom
10. Carlos Rodrigues Carrera
11. Demeval Chaves (falecido) - Ossi Obá Arolu
12. Dorival Caymmi (falecido) - Obá Onicoi
13. Fernando Nascimento de Souza Filho - Otum Obá Elerim
14. Hector Julio Páride Bernabo (Carybé) (falecido) - Obá Onansocum
15. Henrique Serra- Obá Arolu
16. Ildásio Tavares (falecido) - Osi Obá Aré
17. João Alexandre Carvalho - Osi Obá Xorum
18. José de Ribamar Feitosa Daniel - Obá Odofim
19. José Santiago Gonzalez de Codes - Obá Xorum
20. Gilberto Gil - Obá Onicoi
21. Jorge Amado (falecido) - Obá Arolu
22. Luís Domingos de Souza (falecido)- Obá Telá
23. Luis Roberto do Nascimento e Silva - Osi Obá Arolu
24. Manoel Rodrigues Carrera
25. Mario Bastos (falecido) - Obá Telá
26. Mário Cravo
27. Miguel Franco - Otum Obá Aresá
28. Miguel Sant'Anna (falecido) - Obá Aré[4]
29. Muniz Sodré - Obá Aresá
30. Paulo Sant'Anna - Obá Aré
31. Rodolpho Tourinho Neto (falecido) - Obá Arolu
32. Sinval da Costa Lima (falecido) - Obá Abiodun
33. Tadeu Alves de Souza - Obá Elerim
34. Ubirajara... (Falecido)- Otum Obá Odofim
35. Vivaldo da Costa Lima (falecido) - Obá Odofim
36. Rodrigo Codes - Obá Telá
37. Marcelo Henrique Martins Nascimento - Ossi Obá Aré